# جمال الغندور
جمال محمود أحمد الغندور، من مواليد 12 يونيو 1957، حكم كرة قدم مصري سابق.
بدأ التحكيم في مصر عام 1980 وكان عمره 23 عاما
أدار أكثر من 250 مباراة في الدورى الممتاز المصرى خلال 13 موسم كما أدار بنجاح مباراة القمة المصرية بين الأهلي والزمالك عام 1996 وفرض بنجاحه عودة الحكام المصريين لإدارة مباريات القمة.
أدار أكثر من 30 مباراة في بطولة الكاس منها 3 نهائيات.
شارك في بطولة أمم أفريقيا للشباب بنيجيريا عام 1995 وادار 3 مباريات منها المباراة النهائية.
شارك في إدارة 4 بطولات أمم أفريقية أدار خلالها 11 مباراة أبرزها نهائي 2002 بمالى وقبلها نصف نهائي مرتان بجنوب أفريقيا 1996 وبنيجيريا 2000 وادار افتتاح بطولة 1998 بوركينافاسو.
أدار أكثر من 50 مباراة في بطولات الأندية الأفريقية منها 5 نهائيات في 1994 بكينيا و1997 بتونس و2001 بجنوب أفريقيا و2002 بغانا وكأس السوبر الأفريقي 1999 بساحل العاج.
على مستوى البطولات العربية شارك في إدارة 14 بطولة عربية أدار خلالها أكثر من 45 مباراة منها 6 نهائيات.
من ضمنها ادار مباراة كأس الملك فهد والتي اقيمت في القاهرة بين بطل الدوري السعودي نادي الاتحاد السعودي وبطل الدوري المصري نادي الاهلي المصري ضمن بطولة السوبر السعودي المصري عام 2001  
على مستوى الفيفا شارك في كأس العالم للشباب في قطر 1995 وادار 3 مباريات.
دورة الألعاب الأوليمبية اتلانتا 1996 وادار 4 مباريات أهمها مباراة المركزي الثالث والرابع بين البرازيل والبرتغال
و قد حكم في كأس العالم لكرة القدم 1998 ثلاثة مباريات أهمها: مباراة الدور ربع النهائي بين البرازيل والدنمارك
كأس العالم للقارات كوريا 2001:  وأدار مبارتان : الافتتاح والدور قبل النهائي بين البرازيل وفرنسا
كأس العالم لكرة القدم 2002:
ثلاثة مباريات، منهامباراة الدور ربع النهائي بين كوريا وإسبانيا
وقد حكم أيضا في كأس الأمم الأوروبية لكرة القدم 2000 في بلجيكا وهولندا. وادار مبارتان
كأس الأمم الآسيوية بالإمارات 1996:
أدار 3 مباريات منها نصف النهائي بين السعودية وإيران
مباريات ودية كبيرة لأندية بايرن ميونخ، باريس سان جيرمان مع الترجى التونسى وريال مدريد الإسبانى وروما الإيطالي مع الأهلى المصرى.
كما أنه كان حكم نهائي كرة القدم بين العراق والأردن في الدورة العربية سنة 1999 (دورة الحسين)

## روابط خارجية
- جمال الغندور على موقع Soccerway.com (الإنجليزية)
- جمال الغندور على موقع أوليمبيديا (الإنجليزية)